# 足摺岬 (小説)
「足摺岬」は、1949年、雑誌 『人間』（1945年12月20日、川端康成と久米正雄により創刊）10月号に掲載された田宮虎彦の短編小説である。

## 概要
各種の文学集、作品集に収録され、1953年、『落城・足摺岬』（新潮文庫）に収められた。「菊坂」（『中央公論』1950年6月号）、「絵本」（『世界』1950年6月号）とともに、新藤兼人によって脚色され、1954年、同名映画が製作された。また、2004年に劇団俳優座創立60周年記念公演として、映画と同様、「菊坂」、「絵本」も含めて、堀江安夫が脚色、袋正演出で上演された。（4月15日〜4月25日俳優座5F稽古場、4月28日〜5月2日シアターX）

## あらすじ
時代は戦前。主人公の大学生は、自殺しようと足摺岬へやってくるが、肺の病がひどくなり、お遍路も泊まる近くの旅館に辿り着く。そこで、遍路の老人や薬売りの商人に手当を受け、自死への道を踏みとどまる。この宿で知り合い、赤い糸で結ばれた人と戦後になって、再びその地を訪れることに。

## テレビドラマ

### 1960年版
1960年 6月19日、22:00～22:45にフジテレビ系列の『百万人の劇場』で放送。
- 出演：仲谷昇、川口知子、浦辺粂子
- 脚本：堀江史朗

### 1962年版
1962年10月12日、20:00～21:00に中部日本放送（CBC）制作・TBS系列の『近鉄金曜劇場』 で放送。
- 出演：平幹二朗、伊藤弘子、岸輝子、東野英治郎、山本清、三島雅夫
- 脚本：沼田幸二
- 演出：伊藤隆